# Matti Kärki

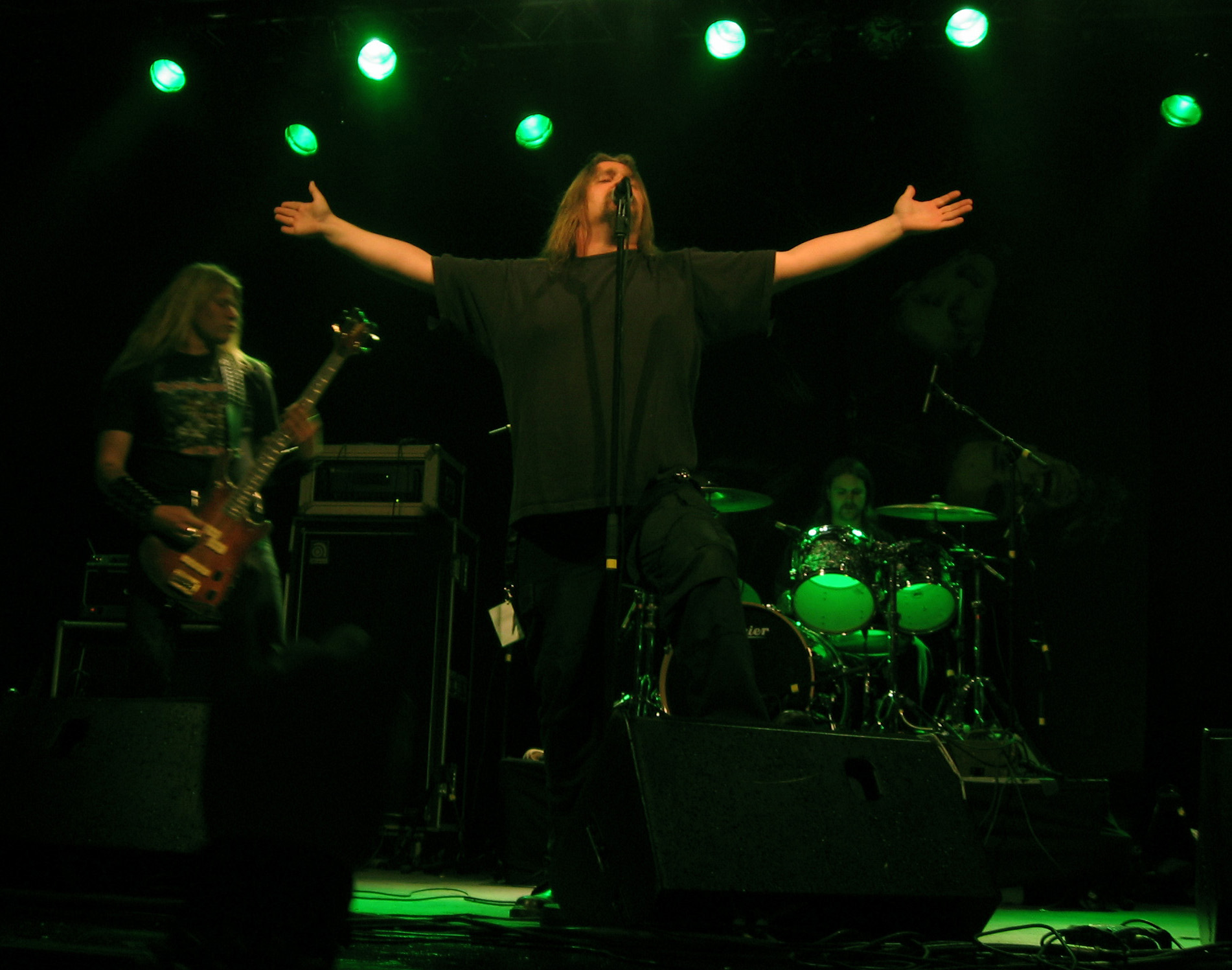
Matti Kärki live mit Dismember (2005)

Matti Kärki (* 13. Dezember 1972) ist ein schwedischer Metal-Sänger und war unter anderem Mitglied der Bands Dismember, Carnage und Carbonized.

## Biografie
Kärki spielte Ende der 1980er-Jahre Bass und sang für die Band General Surgery. Er schloss sich zudem den Bands Carbonized, Carnage und kurzzeitig auch Therion als Sänger an. Größere Bekanntheit erreichte er als Mitglied der Band Dismember, der er von 1990 bis zur Auflösung der Band im Jahr 2011 angehörte und mit der er in diesem Zeitraum acht Studioalben als Sänger und Schreiber der Liedtexte aufnahm. Zudem war er Sänger der Band Murder Squad.
Als Gastsänger wirkte er an Veröffentlichungen der Bands Adversary, At the Gates, Desultory und seiner ehemaligen Band General Surgery mit. Zudem unterstützte er die Band Grave mit Liedtexten auf den Alben Dominion VIII und Burial Ground.

## Diskografie
Auswahl; nur Studioalben
Mit Dismember
- 1991: Like an Everflowing Stream
- 1993: Indecent & Obscene
- 1995: Massive Killing Capacity
- 1997: Death Metal
- 2000: Hate Campaign
- 2004: Where Ironcrosses Grow
- 2006: The God That Never Was
- 2008: Dismember

Mit Carnage
- 1990: Dark Recollections

Mit Murder Squad
- 2001: Unsane, Insane and Mentally Deranged
- 2003: Ravenous, Murderous

## Stil
Das Growling Kärkis wird von Rezensenten teils als „Gebell, Gurgeln und Gebrüll“ (“[he] barks, gurgles, and roars”), teils scherzhaft als „eindringlicher Krümelmonster-Gesang“ (“insistent Cookie Monster vocals”) bezeichnet.